# Citation de nommage
La citation de nommage est la courte citation associée au nom donné à un objet céleste (planète mineure, exoplanète) lors de son baptême par l'Union astronomique internationale. Cette citation explique brièvement d'après quoi l'objet est nommé. Les premiers objets découverts (planètes du Système solaire, premiers astéroïdes) ainsi que les comètes (nommées, à l'exception des toutes premières, d'après leurs découvreurs) ne possèdent pas de telles citations.